# بیگ ال (خواننده)
لامونت کلمن که بیشتر با نام مستعار خود، بیگ ال (Big L)، شناخته می‌شود، ‏ (۱۹۷۴ مه ۳۰–۱۵ فوریه ۱۹۹۹)، یک رپر آمریکایی بود. کلمن در هارلم، نیویورک سیتی، نیویورک، جایی که او زندگی حرفه‌ای خود را در زمینه رپ و هیپ هاپ، آغاز کرد متولد شد. نخستین حضور حرفه‌ای خود را به همراه (Lord Finesse) در ریمیکس ترک (Yes You May,Remix) بود. او نخستین آلبوم خود را، (Lifestylez ov da Poor & Dangerous) در سال ۱۹۹۵ منتشر کرد که به‌طور قابل توجهی به هیپ هاپ کمک کرده بود. او استودیو و لیبل مستقل خود را در، در سال ۱۹۹۸ ایجاد کرد که یکی از بهترین ترک‌های خود را به نام (Ebonics) در سال ۱۹۹۸ به نام این لیبل عرضه کرد.
در تاریخ ۱۵ فوریه سال ۱۹۹۹، کلمن توسط ضاربی ناشناس در هارلم به ضرب ۹ گلوله کشته شد. دومین آلبوم استودیویی او، تصویر بزرگ (The Big Picture)، توسط مدیر کلمن، (Rich King) منتشر شد.
چهار آلبوم پس از مرگ او منتشر شده‌است که عمدتاً متشکل از آهنگ‌های منتشر نشده که با (Rich King) مدیر او و برادرش، دونالد ضبط شده بوده، است. افراد زیادی کلمن را ستودند مانند (The Source، ام تی وی و HipHop DX). مستند در بارهٔ او به نام، The Big L Story، در سال ۲۰۱۲ ساخته شد. همچنین آل میوزیک گاید او را بیست و سومین ام سی بزرگ دوران هیپ هاپ لقب داد و منتقدان بسیاری او را ستودند.

## اوایل زندگی
کلمن در ۳۰ می ۱۹۷۴ در محله هارلم (Harlem) در شهر New York به دنیا آمد. او سومین و جوان‌ترین فرزند در خانواده اش بود. پدر او (Charles Davis) خانواده را وقتی کلمن بچه بود ترک کرد. کلمن ۲ خواهر و برادر ناتنی بزرگتر به نام‌های Donald and Leroy Phinazee داشت. در ۱۲ سالگی کلمن یک طرفدار بزرگ هیپ هاپ شد و شروع به فری استایل (freestyling) در محله اش کرد.
کلمن نوشتن رپ را در سال ۱۹۹۰ آغاز کرد. او همچنین گروهی را تأسیس کرد که به سرعت منحل شد و اثری از این گروه منتشر نشد. در همین زمان، مردم شروع به معرفی کلمن به عنوان (Big L) کردند. در تابستان ۱۹۹۰، کلمن، رابرت هال جونیور ملقب به (Lord Finesse) که رپر و آهنگساز و تهیه‌کننده ضبط بود را ملاقات کرد.

## آلبوم‌شناسی

### آلبوم استودیویی
- (۱۹۹۵) Lifestylez Ov Da Poor & Dangerous

### آلبوم‌های استودیویی پس از مرگ
- The Big Picture (2000)
- 139 & Lenox (۲۰۱۰)
- Return of the Devil's Son (2010)
- The Danger Zone (2011)

### آلبوم‌های گردآوری پس از مرگ
- Harlem's Finest – A Freestyle History (2003)
- Live from Amsterdam (2003)
- Big L: The Archives 1996–2000 (2006)

### آلبوم همکاری پس از مرگ
- Children of the Corn: Collector’s Edition (with Children of the Corn) (2003)